# Strange Too
Strange Too (another violation by Anton Corbijn) — четвёртый видеорелиз британской группы Depeche Mode, выпущенный в 1990 году. В сборник вошли видеоклипы, снятые Антоном Корбейном для шести композиций из седьмого студийного альбома Depeche Mode Violator. Американская ассоциация звукозаписывающих компаний присвоила Strange Too платиновый статус.

## Об альбоме
«Вы когда-нибудь видели Strange? Ну так вот, это совсем другое дело. Этот фильм основан на Depeche Mode, на жизни, на любви, на вожделении и на том, как подобраться ко всем четырём составляющим поближе»
В отличие от Strange, видео для Strange Too выполнено в цвете. На сборнике представлены клипы на композиции «Personal Jesus», «Enjoy the Silence», «Policy of Truth» и «World in My Eyes», которые ранее были выпущены в качестве синглов, а также два эксклюзивных видео для песен «Clean» и «Halo» (хотя «Halo», в отличие от «Clean», транслировался на ТВ). В качестве места съёмок указаны Испания, Португалия, Великобритания, Швейцария и США.
Так же, как и при съёмке видео для Strange, работая над клипами Strange Too, Антон Корбейн использовал Super 8. В клипе к песне «Halo» в роли танцовщицы снялась молодая Дженна Эльфман. На обложке VHS и в начале фильма изображён автокинотеатр «Motor Vu Drive-In», расположенный в Эрда, штата Юта, к западу от Солт-Лейк-Сити; в нём была снята часть видео-материала на следующий день после концерта Depeche Mode в Солт-Лейк-Сити в июле 1990 года.
По словам Кэролайн Салливан (Melody Maker), Strange Too это «шесть претенциозных клипов с использованием шезлонгов („Enjoy The Silence“), глиняных лачуг („Halo“), городских видов в духе фильма „Злые улицы“ („Policy Of Truth“) и мрачных задумчивых „депешей“ (во всех клипах). Беспрестанный поток цветов и образов в каждом видео <…>, кажется, использован ради визуального впечатления, а не ради какого-то отношения к песне, и обеспечивает приятные сюрреалистичные ощущения. Эта коллекция видео от Антона Корбайна — хорошая демонстрация того, чего можно достичь с камерой Super 8».

## Трек-лист
Слова и музыка всех песен — написаны Мартином Гором.
| №                   | Название            | Длительность |
| ------------------- | ------------------- | ------------ |
| 1.                  | «Personal Jesus»    |              |
| 2.                  | «Policy of Truth»   |              |
| 3.                  | «Enjoy the Silence» |              |
| 4.                  | «Clean»             |              |
| 5.                  | «Halo»              |              |
| 6.                  | «World in My Eyes»  |              |
| Общая длительность: | Общая длительность: | ~30:00       |

## Чарты
| Чарт                       | Позиция |
| -------------------------- | ------- |
| UK Music Video Chart       | 12      |
| RPM Long Form Music Videos | 4       |